# Alec Baldwin
Alexander Rae Baldwin III (Amityville, Nueva York, 3 de abril de 1958) es un actor, comediante y productor estadounidense. El mayor de los hermanos Baldwin, una familia que ha estado presente en cine y televisión desde la década de 1980 y en la que también destacan Daniel, William y Stephen. Ha trabajado tanto en papeles secundarios como protagónicos, y en numerosas películas, entre ellas Beetlejuice y La caza del Octubre Rojo, además de El aviador y The Departed, de Martin Scorsese.
Ha sido nominado a los premios Óscar, Globo de Oro y Screen Actors Guild por su papel en la película The Cooler (2003). Interpretó a Jack Donaghy en la serie 30 Rock (2006-2013), un papel por el cual ganó dos Emmy, tres Globo de Oro y siete Screen Actors Guild Awards.
Baldwin también ha sido presentador de Saturday Night Live, en 17 ocasiones.

## Primeros años
Alexander Rae Baldwin III nació el 3 de abril de 1958, en Amityville, Nueva York, y se crio en el barrio de Nassau Shores en la cercana de Massapequa, el hijo mayor de Carol Newcomb (de soltera Martineau; 15 de diciembre de 1929-26 de mayo de 2022) de Siracusa y Alexander Rae Baldwin Jr. (26 de octubre de 1927-15 de abril de 1983), un profesor de historia y sociales de secundaria y entrenador de fútbol americano. Fue criado en una familia católica de origen irlandés, inglés y francés. Asistió al instituto Alfred G. Berner en Massapequa, Long Island, donde además jugó al fútbol bajo la dirección técnica de Bob Reifsnyder (actualmente en el Salón de la Fama del Fútbol Americano Universitario). Baldwin trabajó como ayudante de camarero en la famosa discoteca Studio 54. Desde 1976 a 1979, asistió a la Universidad George Washington. Luego se cambió a la Universidad de Nueva York y al Lee Strasberg Theatre Institute para estudiar interpretación. Regresó a la Universidad de Nueva York en 1994 y ese mismo año se graduó.
Tres de sus hermanos, Daniel, William y Stephen, también se han dedicado a la actuación.

## Carrera

### Teatro
Baldwin hizo su debut en Broadway en 1986, en un reestreno de Loot, de Joe Orton, junto a experimentados del teatro como Zoe Wanamaker, Željko Ivanek, Joseph Maher y Charles Keating. La obra se mantuvo en cartel durante tres meses.
Otros de sus trabajos en Broadway son Serious Money, de Caryl Churchill, junto a Kate Nelligan, y un elogiado reestreno de Un tranvía llamado Deseo, de Tennessee Williams; por su interpretación de Stanley Kowalski fue nominado al Premio Tony como mejor actor. En esta producción trabajó junto a Jessica Lange, Amy Madigan, Timothy Carhart, James Gandolfini y Aida Turturro. Baldwin recibiría una nominación al Emmy por la versión televisiva de esta obra, en la cual él y Lange repitieron sus papeles, trabajando junto a John Goodman y Diane Lane.
En 1998, Baldwin interpretó a Macbeth en la obra del mismo nombre junto a Angela Bassett y Liev Schreiber. La producción fue dirigida por George C. Wolfe.
En junio de 2005, trabajó en South Pacific en el Carnegie Hall, una versión del musical de Rodgers y Hammerstein. Interpretó a Luther Billis, junto a Reba McEntire y Brian Mitchell. La producción fue grabada y transmitida por la cadena PBS el 26 de abril de 2006.

### Cine y televisión

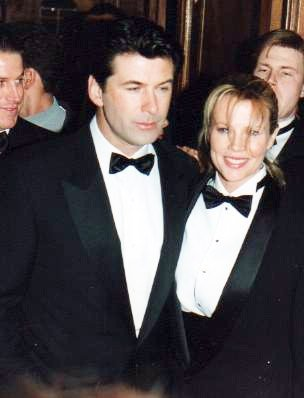
Alec Baldwin y Kim Basinger en los premios César de 1994, en París.

Su primer papel importante fue el de Billy Aldrish en la telenovela The Doctors desde 1980 a 1982. En otoño de 1983 fue uno de los protagonistas de la serie Cutter to Houston, que tuvo breve difusión. Luego coprotagonizó otra serie, Knots Landing, desde el año 1984 a 1986.[cita requerida]
En 1986, Baldwin trabajó en Drees Gray, una miniserie de cuatro horas de duración, haciendo el papel de un honesto sargento cadete que trata de resolver el misterio de la muerte de uno de sus compañeros. La serie fue adaptada por Gore Vidal de la novela de Lucian K. Truscott IV.
Hizo su debut en el cine con un breve papel en She's Having a Baby (1988). También en 1988, protagonizó Beetlejuice y formó parte del reparto en Working Girl. Poco después de estos éxitos, su carrera en el cine se reafirmó cuando interpretó a Jack Ryan en La caza del Octubre Rojo (1990).[cita requerida]
Baldwin conoció a su futura esposa Kim Basinger cuando ambos interpretaron a una pareja en The Marrying Man (1991). Trabajaron juntos nuevamente cuando protagonizaron The Getaway (1994), un remake de la película de Steve McQueen del mismo nombre.[cita requerida]
En un papel pequeño pero memorable, Baldwin interpretó a un feroz ejecutivo en Glengarry Glen Ross (1992), una parte agregada a la película tomada de la obra ganadora del Pulitzer de David Mamet. Luego protagonizó Prelude to a Kiss (1992) junto a Meg Ryan, basada en una obra de Broadway. La película recibió críticas poco entusiastas, y en todo el mundo sólo recaudó 22 millones de dólares.
En 1994, participó en La Sombra interpretando al personaje que le da el título a la película, La Sombra. Aunque la película recaudó 48 millones, fue considerada un fracaso comercial, debido a las altas expectativas creadas. Baldwin actuó en varios thrillers y dramas, entre ellos The Edge (junto a Anthony Hopkins), The Juror (junto a Demi Moore) y Heaven's Prisoners (junto a Teri Hatcher).[cita requerida]
Entre los años 1998 y 2002, Baldwin fue el narrador en inglés del show televisivo para niños Thomas y sus amigos, narrando un total de 52 capítulos de las temporadas cinco y seis.[cita requerida]
En noviembre del 2000, participó en una edición de celebridades de ¿Quién quiere ser millonario?, donde compitió contra Jon Stewart, Charlie Sheen, Vivica A. Fox y Norm Macdonald. Ganó 250 000 dólares para la organización defensora de los animales PAWS y llamó a Kim Basinger cuando utilizó el "comodín de la llamada".[cita requerida]
Más adelante, pasó a interpretar personajes secundarios, incluyendo participaciones en películas como el drama The Cooler, por la cual fue nominado al Óscar, y El aviador y The Departed, dirigidas por Martin Scorsese.
También ha prestado su voz en varias producciones, como The Royal Tenenbaums, Final Fantasy: La fuerza interior y Thomas y sus amigos. Ha sido anfitrión de Saturday Night Live en diecisiete ocasiones (por última vez en 2017), incluido un capítulo de 1998 junto a Kim Basinger.
Escribió un capítulo de la serie Law & Order titulado "Tabloid", estrenado en 1998. Interpretó al Dr. Barrett Moore, un cirujano plástico retirado en la serie Nip/Tuck. En el año 2001, Baldwin dirigió y protagonizó una versión all-star de The Devil and Daniel Webster, junto a Anthony Hopkins. La película no llegó a ser estrenada y en 2007 una nueva distribuidora la estrenó con el título Shortcut to Happiness.
En el año 2002, Baldwin apareció en dos capítulos de Friends interpretando a Parker, el entusiasta pretendiente de Phoebe Buffay. En el capítulo "The One in Massapequa", Parker, al parecer desinformado y curioso acerca de su historia, comenta que Massapequa parece un "lugar mágico". En la vida real, Baldwin fue criado en Massapequa. También apareció en algunos capítulos de las temporadas siete y ocho de Will & Grace, donde hizo de Malcolm, un agente secreto y amante de Karen Walker (Megan Mullally).
Baldwin es el protagonista de la galardonada sitcom 30 Rock, que se emite desde 2006. Conoció a su creadora Tina Fey durante las grabaciones de SNL. Recibió numerosos honores por su papel como el ejecutivo Jack Donaghy, incluyendo tres premios Globo de Oro, dos premios Emmy y seis Premios del Sindicato de Actores. En 2007 fue nominado al premio Emmy como mejor actor, pero fue Ricky Gervais quien se llevó el premio. Recibió su segunda nominación al Emmy por su papel en 30 Rock en 2008 (su nominación número 17 en estos premios) y esta vez logró ganar. Desde la tercera temporada, Baldwin ha sido acreditado como productor de la serie.
En 2005 participó en la comedia Fun with Dick and Jane, haciendo el papel de un multimillonario inescrupuloso, en la comedia protagonizada por el humorista Jim Carrey, con Tea Leoni y Richard Jenkins en el elenco.
En julio de 2007 fue presentador del Live Earth de Nueva York. Grabó dos anuncios públicos nacionales de radio en nombre del Save the Manatee Club.
Baldwin fue anunciado como presentador junto con su coestrella de la película It's Complicated, Steve Martin, de la ceremonia número 82 de entrega de los Premios Óscar que se llevó a cabo el 7 de marzo de 2010.
Entre sus trabajos más recientes en el cine, destacan dos con Woody Allen (To Rome with Love y Blue Jasmine) y una colaboración breve en la película española Torrente 5: Operación Eurovegas.
Alec Baldwin destaca también como imitador, en especial, su interpretación de Donald Trump en el programa Saturday Night Live (SNL), donde comenzó a parodiar al presidente en 2016. Su interpretación se convirtió en una de las más populares y comentadas del programa. En los Premios Emmy 2017 hizo una aparición cómica como Trump. También apareció en un comercial de automóviles en 2018, replicando su parodia de Trump, y participó en otros programas de comedia, como The Tonight Show.

### Accidente mortal en un rodaje
El 21 de octubre de 2021, Baldwin estaba grabando en el plató de su próxima película, el wéstern Rust en Bonanza Creek Ranch, en Nuevo México, cuando un arma de fuego de utilería que sostenía se disparó, impactando en el pecho y matando accidentalmente a la directora de fotografía, Halyna Hutchins, e hiriendo en un hombro al director de la película Joel Souza, quien se encontraba tras ella.
En enero de 2023, Baldwin fue imputado por el cargo de homicidio involuntario. El 20 de febrero de 2023, consiguió que se eliminara el agravante del delito de homicidio involuntario. El actor se declaró "No Culpable" del delito de "homicidio involuntario".
El 20 de abril de 2023, los fiscales especiales de Nuevo México desestimaron los cargos contra Baldwin.
En enero de 2024, un jurado lo volvió a imputar del delito de "homicidio involuntario".
Finalmente, el 12 de julio de 2024, la jueza, Mary Marlowe Sommer, aseguró que el estado había fallado en su labor de “revelar pruebas críticas para el acusado” y que dicha violación había generado un retraso “innecesario” e “incurable” para el juicio, por lo que la única forma de reparar el error era la desestimación del caso, lo que significa que no puede volver a presentarse.
La decisión puso fin a casi tres años de idas y venidas en los argumentos legales y de cambios de fiscales que condujeron al juicio contra Baldwin, que se enfrentaba a una pena de hasta 18 meses de prisión y una multa de US$ 5.000 en relación con el tiroteo mortal de octubre de 2021 contra la directora de fotografía Halyna Hutchins en el rodaje de la película western Rust.

## Vida personal

### Matrimonios
En 1990 conoció a la actriz Kim Basinger, cuando hacían de amantes en la película The Marrying Man. Se casaron en 1993. Juntos tuvieron una hija, Ireland Eliesse Baldwin (nacida el 23 de octubre de 1995). En enero de 2001 comenzaron los trámites de divorcio, que finalizaron en febrero de 2002.
En 2011 conoció a la instructora de yoga de celebridades Hilaria Thomas, 26 años menor que él, en un restaurante de Manhattan, y se casaron en 2012. Tienen tres hijas en común: Carmen Gabriela (23 de agosto de 2013), María Lucía Victoria (25 de febrero de 2021 mediante vientre de alquiler), e Ilaria Catalina Irena (22 de septiembre de 2022) y cuatro hijos varones: Rafael Thomas (17 de junio de 2015), Leonardo Ángel Charles (12 de septiembre de 2016), Romeo Alejandro David (17 de mayo de 2018) y Eduardo Pau Lucas (8 de septiembre de 2020).

### A Promise to Ourselves
En 2008, Alec Baldwin y Mark Tabb publicaron A Promise to Ourselves, un libro en el que cuenta sus siete años de lucha para permanecer en la vida de su hija.
Baldwin cuenta que después de su separación en diciembre del año 2000, su exesposa, Kim Basinger, se esforzó por negarle el contacto con su hija rehusándose a discutir la crianza de su hija, impidiendo las visitas, no permitiéndole el contacto telefónico, desobedeciendo órdenes del juez, no dejando a su hija verlo por razones de inconveniencia y directamente presionando a la niña. Baldwin cuenta que Basinger gastó más de un millón y medio de dólares en estos intentos.
Baldwin llamó a esto síndrome de alienación parental. Se ha referido a los abogados del caso como "oportunistas" y ha descrito a los psicólogos de Basinger como parte de la "industria del divorcio". Les ha culpado más a ellos que a Basinger, y escribió: "En realidad, culpo a mi ex esposa menos que al resto por lo que ha sucedido. Es una persona, como muchos de nosotros, haciendo lo mejor que puede con lo que tiene. Es una cliente y por lo tanto, alguien que entra al juzgado y no se le ofrece nada más que lo que se sirve ahí. Nada fuera del menú, nunca".
Escribió que él ha gastado cerca de un millón de dólares, ha tenido que quitarle tiempo a su carrera, ha tenido que viajar mucho y tuvo que encontrar una casa en California (vivía en Nueva York) para poder estar cerca de su hija. Cuenta que después de siete años de estos problemas, llegó a un punto límite, y furioso dejó un mensaje de voz respondiendo a una llamada de citación. Dice que la grabación fue vendida a TMZ.com, quienes la difundieron a pesar de las leyes en contra de la publicación en los medios de material relacionado con un menor, sin la autorización de ambos padres. Baldwin admitió que cometió un error, pero pidió no ser juzgado como padre con base en un mal momento. Más tarde, en junio de 2009, admitió en una entrevista con Playboy que pensó en el suicidio después del mensaje de voz filtrado. Acerca de ese incidente declaró: "Hablé con muchos profesionales que me ayudaron. Si me suicidaba, el lado de Kim Basinger lo hubiese considerado una victoria. Destruirme era el objetivo declarado de ellos".
En el otoño de 2008, Baldwin hizo una gira para promocionar el libro, hablando de sus experiencias relacionadas con este asunto.

### Política

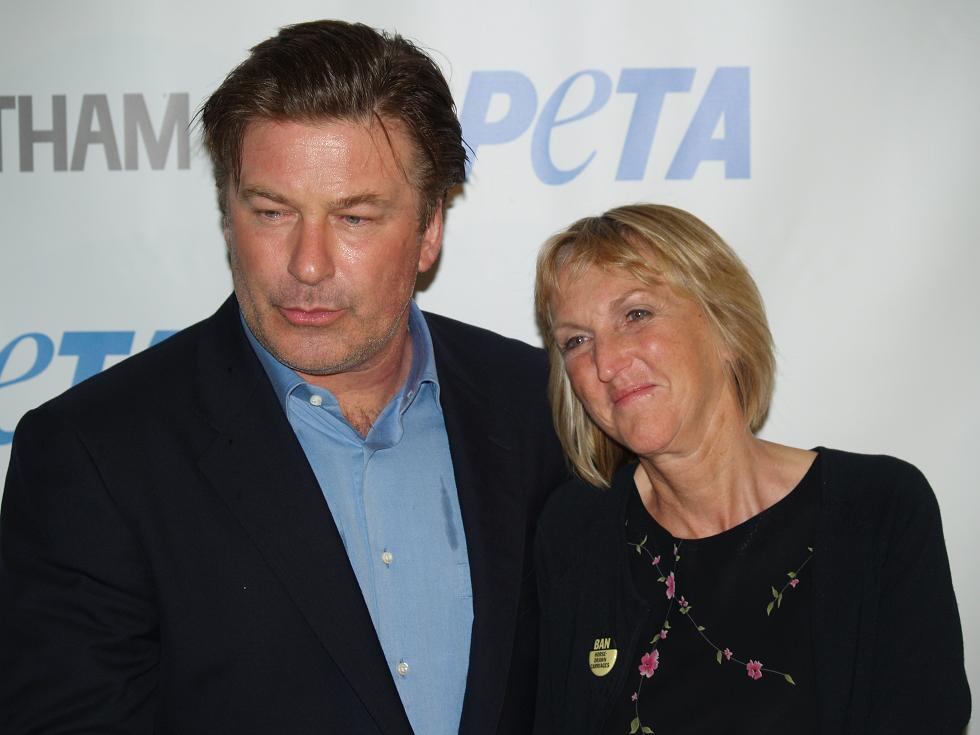
Baldwin en 2008 junto a Ingrid Newkirk, presidenta de PETA.

Baldwin participa de la junta People For the American Way, una organización liberal. También es defensor de los derechos de los animales. Es un fiel activista de PETA, ha trabajado para esta organización y ha narrado un video titulado Meet your Meat (conoce tu carne).
Cuando fue entrevistado por el New York Times, le preguntaron qué cargo público ocuparía, Baldwin contestó: "Si en algún momento me presentara para ocupar algún cargo público, el que me gustaría sería el de gobernador de Nueva York". Cuando le preguntaron si estaba capacitado, contestó: "Eso es lo que odio de Arnold Schwarzenegger. Sus únicas referencias son que en el pasado condujo un programa de ejercicio para un presidente... Yo soy de Tocqueville comparado con Schwarzenegger".
Baldwin y el presentador televisivo Bill O'Reilly han tenido varios conflictos. Sin embargo, a pesar de sus diferencias políticas, Baldwin ha dicho en su blog después de una entrevista con O'Reilly que este fue "agresivo, pero todo un caballero", y también lo llamó un "talentoso locutor". Sin embargo, Baldwin también se refirió a la empresa para la cual trabaja O'Reilly, Fox News Channel, en el mismo artículo del blog, como "operación de noticias Luftwaffe/Looney Bin de Roger Ailes [Ailes es el presidente de dicha cadena]".
Durante su participación en el show Late Night with Conan O'Brien en diciembre de 1998, ocho días antes de que el presidente Bill Clinton fuese acusado de delitos cometidos en el desempeño de sus funciones, Baldwin dijo: "Si estuviesemos en otro país... apedrearíamos a Henry Hyde hasta la muerte e iríamos a sus casas y mataríamos a sus esposas y sus hijos. Mataríamos a sus familias por lo que le están haciendo a este país". Baldwin se disculpó, y la cadena explicó que se suponía que era un chiste y prometieron no repetirlo.
En 2002, el blogger Matt Drudge amenazó con demandar a Baldwin por su participación en el show de Howard Stern, durante el cual Baldwin afirmó que Drudge se le había insinuado en el pasillo de los estudios de la ABC en Los Ángeles cuando estaba haciendo el show de Gloria Allred. El asunto no pasó a mayores. En marzo de 2008, Baldwin contó la historia a la revista LGBT, The Advocate, y dijo que hubo "una especie de características espeluznantes" en las insinuaciones sexuales de Drudge, y que estaba sorprendido de que Drudge estuviese tan "tenso por ser homosexual".
En una columna escrita para su blog en el Huffington Post en febrero de 2006, Baldwin hizo una crítica mordaz a Dick Cheney, comentando que Cheney estuvo involucrado en la elección de destitución de Gray Davis, que Cheney había provocado la salida de Valerie Plame como agente de la CIA y que Cheney le había disparado a Harry Whittington. Baldwin escribió: "El rumor que escuché es que alguien gritó: «¡Cuidado! ¡Disparo! (Shooter)» y que Cheney pensó que dijo «Scooter» y disparó en cualquier dirección". Finalizó diciendo que Cheney es un terrorista. "Cheney... aterroriza indiscriminadamente a nuestros enemigos en el exterior y a los civiles inocentes en el país. ¿Quién creyó que Harry Whittington sería la respuesta a las plegarias de Estados Unidos?". Cuando le preguntaron si había ido muy lejos, Baldwin contestó que Cheney no era un terrorista, sino simplemente "un mentiroso robapetróleo, o un asesino de la Constitución de EE. UU...".
En otra editorial, Baldwin comparó las consecuencias de la controvertida victoria de George W. Bush en las elecciones del año 2000 con los daños sufridos por los atentados del 11 de septiembre de 2001. Mientras mencionaba cosas como el injustificado programa para intervenir las líneas telefónicas de la administración Bush, dijo: "Sé que quizá es duro decirlo, pero pienso que lo que sucedió en 2000 causó tanto daño a los pilares de la democracia como el daño que hicieron los terroristas a los pilares del comercio en Nueva York".
En febrero de 2009, Baldwin habló para animar a los líderes del estado para que se reanudase la deducción impositiva en Nueva York para la industria del cine y televisión, indicando que si las "deducciones impositivas no son reinsertadas dentro del presupuesto, la producción de películas y la producción televisiva en esta ciudad va a colapsar y se va a trasladar a California". La revista conservadora The American Spectator aprobó las declaraciones de Baldwin, notando que el ingreso fiscal generado por la presencia de esta industria en Nueva York sobrepasa la cantidad de deducciones impositivas ofrecidas.
En una intervención como invitado en Late Show with David Letterman en mayo de 2009, Baldwin hizo un chiste sobre conseguir una "novia filipina por correo... o una rusa" para tener más hijos. Baldwin fue blanco de críticas por parte de la comunidad filipina, quienes se sintieron ofendidos, incluyendo al senador Bong Revilla. Más tarde Baldwin se disculpó por su comentario en su blog; el Departamento de asuntos exteriores de las Filipinas no levantó la prohibición al actor para entrar al país, debido a su estatus de "extranjero no deseado".

## Filmografía

### Cine
| Año  | Película                                                | Personaje                                | Director                            | Notas                    |
| ---- | ------------------------------------------------------- | ---------------------------------------- | ----------------------------------- | ------------------------ |
| 1987 | Forever, Lulu                                           | Buck                                     | Amos Kollek                         |                          |
| 1988 | She's Having a Baby                                     | Davis McDonald                           | John Hughes                         |                          |
| 1988 | Beetlejuice                                             | Adam Maitland                            | Tim Burton                          |                          |
| 1988 | Married to the Mob                                      | Frank de Marco                           | Jonathan Demme                      |                          |
| 1988 | Working Girl                                            | Mick Dugan                               | Mike Nichols                        |                          |
| 1988 | Talk Radio                                              | Dan                                      | Oliver Stone                        |                          |
| 1989 | Great Balls of Fire!                                    | Jimmy Swaggart                           | Jim McBride                         |                          |
| 1989 | Tong Tana                                               | Narrador                                 | Björn Cederberg y Kristian Petri    | Documental               |
| 1990 | The Hunt for Red October                                | Jack Ryan                                | John McTiernan                      |                          |
| 1990 | Miami Blues                                             | Frederick J. Frenger Jr.                 | George Armitage                     |                          |
| 1990 | Alice                                                   | Ed                                       | Woody Allen                         |                          |
| 1991 | The Marrying Man                                        | Charley Pearl                            | Jerry Rees                          |                          |
| 1992 | Prelude to a Kiss                                       | Peter Hoskins                            | Norman René                         |                          |
| 1992 | Glengarry Glen Ross                                     | Blake                                    | James Foley                         |                          |
| 1993 | Malice                                                  | Dr. Jed Hill                             | Harold Becker                       |                          |
| 1994 | La huida                                                | Carter "Doc" McCoy                       | Roger Donaldson                     |                          |
| 1994 | The Shadow                                              | Lamont Cranston/The Shadow               | Russell Mulcahy                     |                          |
| 1995 | Two Bits                                                | Narrador                                 | James Foley                         |                          |
| 1995 | Wild Bill: Hollywood Maverick                           | Narrador                                 | Todd Robinson                       | Documental               |
| 1996 | The Juror                                               | Maestro                                  | Brian Gibson                        |                          |
| 1996 | Heaven's Prisoners                                      | Dave Robicheaux                          | Phil Joanou                         |                          |
| 1996 | Looking for Richard                                     | Duque de Clarence                        | Al Pacino                           | Documental               |
| 1996 | Ghosts of Mississippi                                   | Bobby DeLaughter                         | Rob Reiner                          |                          |
| 1997 | Al filo del peligro                                     | Robert Green                             | Lee Tamahori                        |                          |
| 1998 | Thick as Thieves                                        | Mackin                                   | Scott Sanders                       |                          |
| 1998 | Mercury Rising                                          | Teniente coronel Nicholas Kudrow         | Harold Becker                       |                          |
| 1999 | The Confession                                          | Roy Bleakie                              | David Hugh Jones                    |                          |
| 1999 | Notting Hill                                            | Jeff King                                | Roger Michell                       |                          |
| 1999 | Outside Providence                                      | Viejo Dunphy                             | Michael Corrente                    |                          |
| 1999 | Scout's Honor                                           | Todd Fitter                              | Neil Leifer                         | Cortometraje             |
| 2000 | The Acting Class                                        | Alec Baldwin                             | Jill Hennessy y Elizabeth Holder    |                          |
| 2000 | Thomas y el Ferrocarril Mágico                          | Conductor                                | Britt Allcroft                      |                          |
| 2000 | Núremberg (película)                                    | Fiscal Robert H. Jackson                 | Yves Simoneau                       | Docudrama                |
| 2000 | State and Main                                          | Bob Barrenger                            | David Mamet                         |                          |
| 2001 | Pearl Harbor                                            | Teniente coronel James "Jimmy" Doolittle | Michael Bay                         |                          |
| 2001 | Como perros y gatos                                     | Butch                                    | Lawrence Guterman                   | Voz                      |
| 2001 | Final Fantasy: The Spirits Whithin                      | Capitán Gray Edwards                     | Hironobu Sakaguchi                  | Voz                      |
| 2001 | The Royal Tenenbaums                                    | Narrador                                 | Wes Anderson                        | Voz                      |
| 2002 | The Adventures of Pluto Nash                            | M.Z.M.                                   | Ron Underwood                       |                          |
| 2002 | Path to War                                             | Robert McNamara                          | John Frankenheimer                  |                          |
| 2003 | The Cooler                                              | Shelly Kaplow                            | Wayne Kramer                        |                          |
| 2003 | Broadway: The Golden Age, by the Legends Who Were There |                                          | Rick McKay                          | Documental               |
| 2003 | El Gato                                                 | Lawrence "Larry" Quinn                   | Bo Welch                            |                          |
| 2003 | Brighter Days                                           | Alec Baldwin                             | Godofredo Astudillo                 | Cortometraje             |
| 2003 | Channel Chasers                                         | 30-year-old Timmy Turner                 | Butch Hartman y Ken Bruce           | Voz                      |
| 2004 | Along Came Polly                                        | Stan Indursky                            | John Hamburg                        |                          |
| 2004 | Double Dare                                             |                                          | Amanda Micheli                      | Documental               |
| 2004 | The Last Shot                                           | Joe Devine                               | Jeff Nathanson                      |                          |
| 2004 | El aviador                                              | Juan Trippe                              | Martin Scorsese                     |                          |
| 2004 | Bob Esponja: La película                                | Dennis                                   | Stephen Hillenburg                  | Voz                      |
| 2004 | The Devil and Daniel Webster                            | Jabez Stone                              | Alec Baldwin                        |                          |
| 2005 | Elizabethtown                                           | Phil DeVoss                              | Cameron Crowe                       |                          |
| 2005 | Las locuras de Dick y Jane                              | Jack McCallister                         | Dean Parisot                        |                          |
| 2006 | Mini's First Time                                       | Martin                                   | Nick Guthe                          |                          |
| 2006 | The Departed                                            | Capt. George Ellerby                     | Martin Scorsese                     |                          |
| 2006 | Recortes de mi vida                                     | Norman Burroughs                         | Ryan Murphy                         |                          |
| 2006 | El buen pastor                                          | Sam Murach                               | Robert De Niro                      |                          |
| 2007 | Suburban Girl                                           | Archie Knox                              | Marc Klein                          |                          |
| 2007 | Brooklyn Rules                                          | Caesar Manganaro                         | Michael Corrente                    |                          |
| 2008 | My Best Friend's Girl                                   | Profesor Turner                          | Howard Deutch                       |                          |
| 2008 | Madagascar 2: Escape de África                          | Makunga                                  | Eric Darnell y Tom McGrath          | Voz                      |
| 2008 | Lymelife                                                | Mickey Bartlett                          | Derick Martini                      |                          |
| 2009 | My Sister's Keeper                                      | Campbell Alexander                       | Nick Cassavetes                     |                          |
| 2009 | It's Complicated                                        | Jake                                     | Nancy Meyers                        |                          |
| 2011 | AmeriQua                                                | Sr. Edwards                              | Marco Bellone y Giovanni Consonni   |                          |
| 2011 | Hick                                                    | Beau                                     | Derick Martini                      |                          |
| 2012 | To Rome with Love                                       | John                                     | Woody Allen                         |                          |
| 2012 | La era del rock                                         | Dennis Dupree                            | Adam Shankman                       |                          |
| 2012 | El origen de los guardianes                             | Nicholas St. North                       | Peter Ramsey                        |                          |
| 2013 | Blue Jasmine                                            | Hal Francis                              | Woody Allen                         |                          |
| 2014 | Siempre Alice                                           | John Howland                             | Wash Westmoreland y Richard Glatzer |                          |
| 2014 | Torrente 5: Operación Eurovegas                         | John Marshall                            | Santiago Segura                     |                          |
| 2015 | Misión imposible: Nación secreta                        | Alan Hunley                              | Christopher McQuarrie               |                          |
| 2015 | Aloha                                                   | General Dixon                            | Cameron Crowe                       |                          |
| 2017 | Blind                                                   | Bill Oakland                             | Michael Mailer                      |                          |
| 2017 | The Boss Baby                                           | Boss Baby (voz)                          | Tom McGrath                         |                          |
| 2018 | Mission: Impossible - Fallout                           | Alan Hunley                              | Christopher McQuarrie               |                          |
| 2019 | Before You Know It                                      | Peter                                    | Hannah Pearl Utt                    |                          |
| 2019 | Drunk Parents                                           | Frank Teagarten                          | Fred Wolf                           |                          |
| 2019 | Crown Vic                                               |                                          | Joel Souza                          | Productor                |
| 2019 | Motherless Brooklyn                                     | Moses Randolph                           | Edward Norton                       |                          |
| 2019 | Arctic Dogs                                             | PB (voz)                                 | Aaron Woodley                       |                          |
| 2020 | Beast Beast                                             |                                          | Danny Madden                        | Productor Ejecutivo      |
| 2020 | Pixie                                                   | Padre Hector McGrath                     | Barnaby Thompson                    |                          |
| 2020 | Chick Fight                                             | Jack Murphy                              | Paul Leyden                         |                          |
| 2021 | The Boss Baby: Family Business                          | Boss Baby (voz)                          | Tom McGrath                         |                          |
| 2023 | Supercell                                               | Zane                                     | Herbert James Winterstern           |                          |
| 2026 | The Boss Baby 3                                         | Boss Baby (voz)                          | Tom McGrath                         | Posproducción y cantante |

### Televisión
| Año             | Serie                               | Papel                                 | Notas                                     |
| --------------- | ----------------------------------- | ------------------------------------- | ----------------------------------------- |
| 1980-1982       | The Doctors                         | Billy Allison Aldrich                 | Papel recurrente                          |
| 1983            | Cutter to Houston                   | Dr. Hal Wexler                        | 9 episodios                               |
| 1984            | Dulce venganza                      | Mayor Alex Breen                      | Película de televisión                    |
| 1984-1985       | Knots Landing                       | Joshua Rush                           | 40 episodios                              |
| 1985            | Hotel                               | Dennis Medford                        | Episodio: «Distortions»                   |
| 1985            | Love on the Run                     | Sean Carpenter                        | Película de televisión                    |
| 1986            | Dress Gray                          | Rysam 'Ry' Slaight                    | Película de televisión                    |
| 1987            | The Alamo: Thirteen Days to Glory   | Coronel William B. Travis             | Película de televisión                    |
| 1990–2020       | Saturday Night Live                 | Él mismo (presentador) / varios roles | 17 episodios                              |
| 1993            | The Larry Sanders Show              | Él mismo                              | Episodio: «The List»                      |
| 1995            | A Streetcar Named Desire            | Stanley Kowalski                      | Película de televisión                    |
| 1998, 2005      | The Simpsons                        | Él mismo / Dr. Caleb Thorn            | Papeles de voz 2 episodios                |
| 1998–2003       | Thomas the Tank Engine & Friends    | Narrador (voz)                        | 73 episodios                              |
| 1999            | Storytime with Thomas               | Narrador (voz)                        | 2 episodios                               |
| 2000            | Núremberg                           | Robert H. Jackson                     | 2 episodios; también productor ejecutivo  |
| 2000-2001       | Clerks: The Animated Series         | Leonardo Leonardo (voz)               | 6 episodios                               |
| 2002            | Friends                             | Parker                                | 2 episodios                               |
| 2002            | Path to War                         | Robert McNamara                       | Película de televisión                    |
| 2002–2007       | American Bikers                     | Slade Black (voz)                     | Elenco principal                          |
| 2003            | Walking with Cavemen                | Narrator (voz)                        | 4 episodios                               |
| 2003            | Second Nature                       | Paul Kane                             | Película de televisión                    |
| 2004            | Johnny Bravo                        | Él mismo (voz)                        | Episode: «Johnny Bravo Goes to Hollywood» |
| 2004            | The Fairly OddParents               | Timmy Turner adulto (voz)             | Episodio: «Channel Chasers»               |
| 2004            | Nip/Tuck                            | Dr. Barret Moore                      | Episodio: «Joan Rivers»                   |
| 2004            | Las Vegas                           | Jack Keller                           | 2 episodios                               |
| 2005, 2018–2019 | Will & Grace                        | Malcolm Widmark                       | 10 episodios                              |
| 2006            | Great Performances: South Pacific   | Luther Billis                         | Concierto desde Carnegie Hall, PBS        |
| 2006–2013, 2020 | 30 Rock                             | Jack Donaghy                          | 139 episodios; también productor          |
| 2008            | Journey to the Edge of the Universe | Narrador (voz)                        | Documental televisivo                     |
| 2012            | Frozen Planet                       | Narrador (voz)                        | 6 episodios                               |
| 2014            | Law & Order: Special Victims Unit   | Jimmie MacArthur                      | Episodio: «Criminal Stories»              |
| 2015–2016       | The Jim Gaffigan Show               | Él mismo                              | 2 episodios                               |
| 2017            | Julie's Greenroom                   | Él mismo                              | 2 episodios                               |
| 2017            | Nightcap                            | Él mismo                              | Episodio: «Match Game»                    |
| 2018            | American Experience                 | Theodore Roosevelt (voz)              | Episodio: «Into The Amazon»               |
| 2018            | The Looming Tower                   | George Tenet                          | 6 episodios                               |
| 2021            | Dr. Death                           | i\|                                   |                                           |